# Саммартини, Джузеппе
Джузеппе Бальдассаре Саммартини (итал. Giuseppe Baldassare Sammartini, также Джозеффо, Сан-Мартини, Сан-Мартино, Мартини, Мартино;, 6 января 1695, Милан, Италия — ноября 1750, Лондон, Англия) — итальянский композитор и гобоист эпохи позднего барокко и раннего классицизма. Бо́льшую часть жизни провёл при дворе Фредерика, принца Уэльского в Лондоне.

## Частная жизнь
Джузеппе Саммартини родился в Милане, в семье французского эмигранта гобоиста Алексиса Сен-Мартена, итальянизировавшего свою фамилию. Джузеппе и его младший брат, Джованни Баттиста, тоже впоследствии ставший известным композитором и гобоистом, учились музыке у отца. В поисках успеха Джузеппе перебрался в Брюссель, затем в Лондон. В Лондоне он прожил всю жизнь, покинув его лишь дважды: ради свадьбы сестры Мадалены в феврале 1728 года Саммартини побывал в Милане, а в июле 1728 съездил в Брюссель со своим учеником Гаэтано Паренти..

## Исполнитель
Саммартини был исключительно способным гобоистом, мог также играть на флейте и блокфлейте. Около 1717 года играл на гобое в церкви Св. Цельзуса в Милане. В 1720 году поступил в миланский герцогский театр Teatro Regio Ducal. В Лондоне он обрёл славу «величайшего [гобоиста], какого когда-либо видел свет» . Саммартини выступал в Линкольнз-Инн-Филдс, на других престижных сценах и в оперном оркестре в Театре Её Величества. Как гобоист, Джузеппе был невероятно успешен и значительно поднял существовавший в его время уровень игры на гобое. Он мог заставить гобой звучать как человеческий голос. Одним из самых известных его учеников был англичанин Томас Винсент.

## Композитор
Саммартини владел теорией контрапункта и гармонии и благодаря этому стал одним из самых образованных композиторов своего времени. Одним из первых сборников его произведений были двенадцать сонат для трио, опубликованные в Лондоне издательством Walsh & Hare. Возможности Саммартини-композитора возросли, когда он в 1736 году поступил на службу преподавателем музыки к принцу Уэльскому Фредерику и его жене Августе. Саммартини учил их и их детей до самой своей смерти в 1750 году. Как преподаватель музыки, Саммартини написал и посвятил множество произведений членам семьи принца. 12 сонат op. 1 посвящены Фредерику, 12 трио ор. 3 — Августе. Саммартини был очень привязан к этой семье и писал для них как сложные музыкальные циклы, так и простые мелодии ко дню рождения детей. 
Большинство камерных произведений Саммартини исполнялись и переиздавались при его жизни. Тем не менее, многие концерты и увертюры были опубликованы лишь после его смерти, хотя потом получили признание даже большее, чем произведения других итальянских композиторов, таких как Корелли.

## Музыкальный стиль
Большинство работ Саммартини написаны в стиле позднего барокко, но включают многие элементы классицизма. Как композитор, Саммартини был прогрессивным и предвосхитил многие тенденции будущего развития музыки, в частности, используя музыкальные формы с несколькими темами. Крупные оркестровые произведения часто имеют четыре-пять тем с медленными переходами частями между ними. Саммартини писал преимущественно инструментальную музыку, в том числе множество сонат. Разумеется, среди них были и произведения для флейты, блокфлейты и гобоя. Джузеппе Саммартини первым в Англии написал концерт для клавира, что сделало его чрезвычайно влиятельным композитором своего времени.

## Произведения
- 24 сонаты для флейты и баса,
- 30 трио для флейт или скрипок,
- 24 кончерто гроссо,
- 4 клавирных концерта,
- 1 концерт для гобоя,
- 16 увертюр,
- несколько сонат для виолончели,
- несколько дуэтов для флейты.

Наиболее известное произведение Джузеппе Саммартини — концерт для блокфлейты Фа мажор.